# Aenigmatolimnas
Aenigmatolimnas is een geslacht van vogels uit de familie Rallen (Rallidae). Het geslacht telt één soort:
- Aenigmatolimnas marginalis  – Afrikaans porseleinhoen